# Universidad del Istmo (Panamá)
La Universidad del Istmo es una institución académica de enseñanza superior e investigación panameña que cuenta con más de 34 años de tradición y 7 sedes en el país, que le ha permitido posicionarse entre las mejores Universidades de la República de Panamá,[cita requerida] con alcance en todo el territorio nacional; tiene como misión formar integralmente profesionales requeridos por los sectores productivos y la sociedad; promueve la investigación, el conocimiento científico, tecnológico, cultural y la innovación, dentro de un marco de calidad y valores cívicos y morales contribuyendo al desarrollo socioeconómico del país.  
La U del istmo es una universidad 100% acreditada. En el 2021 y por cuarto año consecutivo, ha sido elegida como la única universidad en Panamá ubicada en el ranking Iberoamericano FSO; y también ha sido reconocida como la mejor universidad privada de Panamá según el ranking WebOmetrics 2020.

## Historia
La Universidad del Istmo, fue fundada en el año de 1987 en Ciudad de Panamá. Su sede principal se encuentra en la Ciudad de Panamá y mantiene sedes regionales en David, La Chorrera, Los Pueblos, Santiago, Colón y Chitré.
A partir de 2021 su Rector es Mauricio Andrés Hernández, quien también ejerce como Director Regional de la Universidad del Istmo en Panamá y la Universidad San Marcos en Costa Rica.